# Lophocampa guttifera
Lophocampa guttifera är en fjärilsart som beskrevs av Herrich-Schäffer 1855. Lophocampa guttifera ingår i släktet Lophocampa och familjen björnspinnare. Inga underarter finns listade i Catalogue of Life.